# Mormo

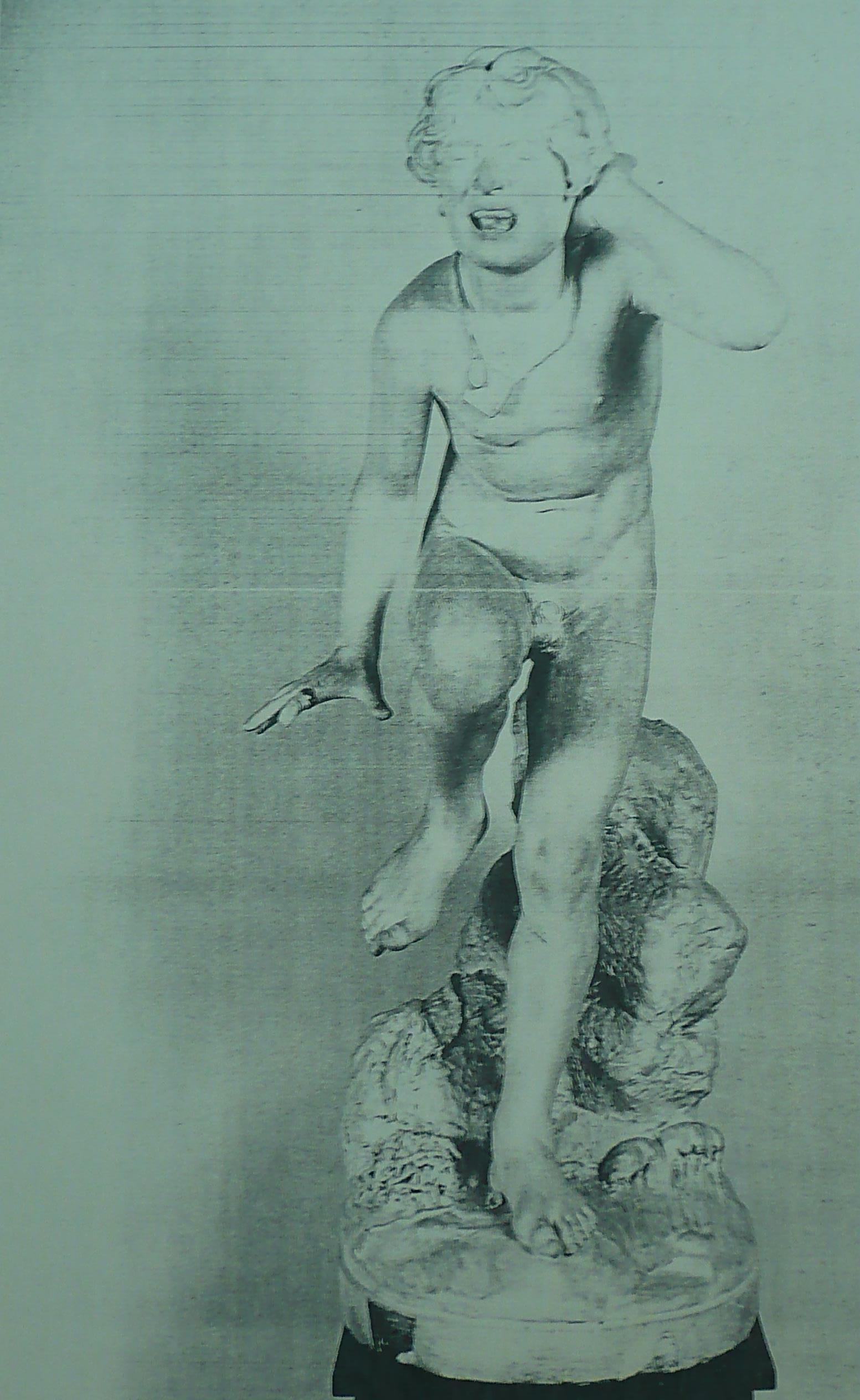
Mormo: la pesca inesperada (1884)

En la mitología griega, Mormo o Mormó (en griego: Μορμώ, Μορμών) es un demonio femenino, similar al coco y de ahí que a veces se traduzca como la Cocona, por ser de sexo femenino. Según la Suda Mombró (Μομβρώ) o Mormó no es más que el sinónimo del coco, de un hombre del saco o de las pesadillas (φόβητρον). Se dice en la Alexíada que «los bebés tienen miedo de Mormo», lo que viene a demostrar que todavía estaba presente en el foclore popular incluso en época tan tardía como la bizantina.
 

La poetisa Erina, en La rueca, dice que ella y su amiga Báucide temían a Mormo cuando eran solo unas chiquillas. Mormo era acusada de morder a los niños malos, y a los demás, y volverlos cojos. Es utilizada en historias contadas a los infantes griegos por sus nodrizas para evitar que se porten mal: 
«Ya no lo sé, pues el espanto de las armas me marea. Anda, te lo suplico, aparta de mí (señalando la Gorgona del escudo) la ... Cocona (Mormo).
La Mormo original era una mujer de Corinto que se comía a sus hijos y luego salía volando, según un relato del que sólo hay constancia en una fuente. La Lamia o Lamó, designada también como Acó, Gelo, Careo o Mormó es un monstruo femenino que bebía sangre de sus víctimas y devoraba sus corazones, también utilizada para asustar a los niños traviesos.
Y para que sepáis lo que quiero decir, la buena novia es una de las empusas, a las que la gente considera lamias o mormolicias. Esas pueden amar, y aman los placeres sexuales, pero sobre todo la carne humana, y seducen con los placeres sexuales a quienes desean devorar.
Similar a Mormo es Mormólice (Μορμολύκη), esto es, la «Loba-Mormo», otro ente terrorífico utilizado para espantar a los niños. Es una figura folclórica relacionada con el mundo de los muertos y los fantasmas. Mormólice, o mormólica en dorio (μορμολύκα), también es descrita como la nodriza (τιθήνη, tithéne) del propio Aqueronte, río por excelencia asociado con el inframundo.
Pues, en efecto, a los niños les presentamos los mitos agradables como incentivo y los temibles como motivo de rechazo —mitos son la Lamia, la Gorgó o Gorgona, Efialtes y Mormólice—. (...) Se dejan llevar al rechazo de lo malo cuando por medio de narraciones o de figuras de horrible visión se enteran de castigos procedentes de los dioses, de temores irracionales y de amenazas, o cuando incluso creen que algunos de estos males ocurren. 
Gelo (Γελώ) esto es, «fantasma», rondaba por la isla de Lesbos y era un alma en pena de una muchacha que había muerto joven y que ahora regresaba del más allá para capturar a los niños. Un escoliasta dice que «Mormo», «Gelo» y «Lamia» son tres palabras sinónimas y que se trata en todo caso de una reina de los lestrigones, una raza de hombres antropófagos.